# Kuntlapalli, Bagepalli
Kuntlapalli là một làng thuộc tehsil Bagepalli, huyện Chikkaballapur, bang Karnataka, Ấn Độ.